# サイダーハウス・ルール
『サイダーハウス・ルール』（The Cider House Rules）はジョン・アービングが1985年に書き上げた小説の題名である。孤児院で育った若者ホーマー・ウェルズと、孤児院を運営するラーチ医師（堕胎医）を主人公にしたドラマ。

## あらすじ
孤児院で育ち、院長ラーチの堕胎業を手伝う若者ホーマー。自立を決意した彼は住み慣れた孤児院を離れ、リンゴ園で職を得た。そこでホーマーは初めての恋を経験するが……。

## 映像化
- 1999年にラッセ・ハルストレム監督で映画化された。詳しくは『サイダーハウス・ルール (映画)』を参照。